# Фридрихсхайн
Фридрихсха́йн (нем. Friedrichshain — «роща Фридриха») — административный район Берлина в составе округа Фридрихсхайн-Кройцберг. До административной реформы, проведённой в Берлине в 2001 году, являлся самостоятельным административным округом. На севере района располагается городской парк Фридрихсхайн, давший название району, протянувшемуся на юг до берега Шпрее. Фридрихсхайн считается примером джентрификации в Берлине.

## История
На территории района Фридрихсхайн располагаются исторические кварталы Штралауское предместье, Боксхаген, Штралау, Самаритерфиртель и восточная часть Кёнигсштадта, а также некогда относившаяся к району Лихтенберг колония Фридрихсберг. До 1920 года район делила поперек городская черта, о чём напоминают названия Франкфуртские ворота и Обербаумбрюкке.
В двадцатые-тридцатые годы XX века Фридрихсхайн был оплотом социал-демократов и коммунистов. Приход к власти национал-социалистов сопровождался здесь кровавыми столкновениями со штурмовиками, в ходе которых был убит Хорст Вессель. Национал-социалисты воспользовались его смертью для борьбы с политическим инакомыслием. В 1933—1945 годах Фридрихсхайн носил название Хорст-Вессель-Штадт (Город Хорста Весселя). В 1930-е года население Фридрихсхайна насчитывало 340 тыс. человек. До Второй мировой войны и в ГДР Фридрихсхайн был рабочим районом, где располагались многочисленные промышленные предприятия. В 1945 году район понёс серьёзные потери при бомбардировках и в ходе уличных боев. Практически полностью разрушенная Франкфуртер-аллее была восстановлена в ГДР первоначально как аллея Сталина, а позднее переименована в 1961 году в Карл-Маркс-аллее. Застройка Карл-Маркс-аллее находится под охраной государства как памятник архитектуры.

## Достопримечательности
Популярным местом отдыха берлинцев является Народный парк Фридрихсхайн с украшающим его фонтаном сказок, построенным в 1913 году по проекту городского архитектора Берлина Людвига Хофмана. Сохранившаяся часть Берлинской стены превращена в галерею под открытым небом, East Side Gallery.
Во Фридрихсхайне располагается один из крупнейших железнодорожных вокзалов поездов дальнего следования — Остбанхоф, который, однако, несколько утратил своё значение после сдачи в эксплуатацию в 2006 году Центрального вокзала Берлина. Другим важным транспортным узлом на территории Фридрихсхайна является вокзал Осткройц, ежедневный пассажирооборот которого составляет около 100 тысяч пассажиров. Бывшее хранилище скоропортящихся товаров Айеркюльхаус превращён в офисное здание, в котором разместилась германская штаб-квартира Universal Music Group.
Рядом со станцией метро «Варшауэр Штрассе» находится самое высокое здание Берлина — небоскрёб Edge East Side Berlin. 37-этажная башня высотой 140 м была построена в 2024 году для офиса компании Amazon. Строительство вызвало протесты местных жителей, опасавшихся, что появление штаб-квартиры Amazon сделает жизнь в районе более дорогой и менее спокойной (местный депутат от партии зелёных пытался остановить стройку через суд).